# Spělkov
Spělkov (německy Spielkau) je obec v okrese Žďár nad Sázavou v Kraji Vysočina. Žije zde 33 obyvatel.

## Historie
První písemná zmínka o obci pochází z roku 1392, kdy Vilém z Pernštejna své sestře Markétě, již provdával za Ješka Doubravku z Jakubova, zajistil věno na části svého majetku včetně vsi Spielkowicze.

## Obyvatelstvo
| Rok            | 1869 | 1880 | 1890 | 1900 | 1910 | 1921 | 1930 | 1950 | 1961 | 1970 | 1980 | 1991 | 2001 | 2011 | 2021 |
| -------------- | ---- | ---- | ---- | ---- | ---- | ---- | ---- | ---- | ---- | ---- | ---- | ---- | ---- | ---- | ---- |
| Počet obyvatel | 252  | 241  | 233  | 243  | 222  | 226  | 206  | 128  | 130  | 104  | 80   | 68   | 58   | 41   | 26   |
| Počet domů     | 39   | 43   | 42   | 49   | 44   | 44   | 46   | 38   | 33   | 30   | 25   | 32   | 36   | 36   | 38   |

## Obecní správa

### Obecní symboly
Znak a vlajka byly obci uděleny rozhodnutím předsedy Poslanecké sněmovny Parlamentu České republiky dne 15. dubna 2010.

## Pamětihodnosti
- Zvonice, stojící na evangelickém hřbitově mezi památkově chráněnými starými lipami